# 薛家岗遗址
薛家岗遗址，面积6万平方米，地处安徽省安庆市潜山市王河镇薛家岗村，为新石器时代遗留下的古文化遗址，是薛家岗文化的典型代表。自1979年起由安徽省文物考古研究所、广州中山大学人类学系先后对遗址进行了6次发掘，现出土了大约3000件文物，主要是石器，陶瓷和玉器，并发现了百余座的墓穴。1996年公布为第四批全国重点文物保护单位。

## 图集

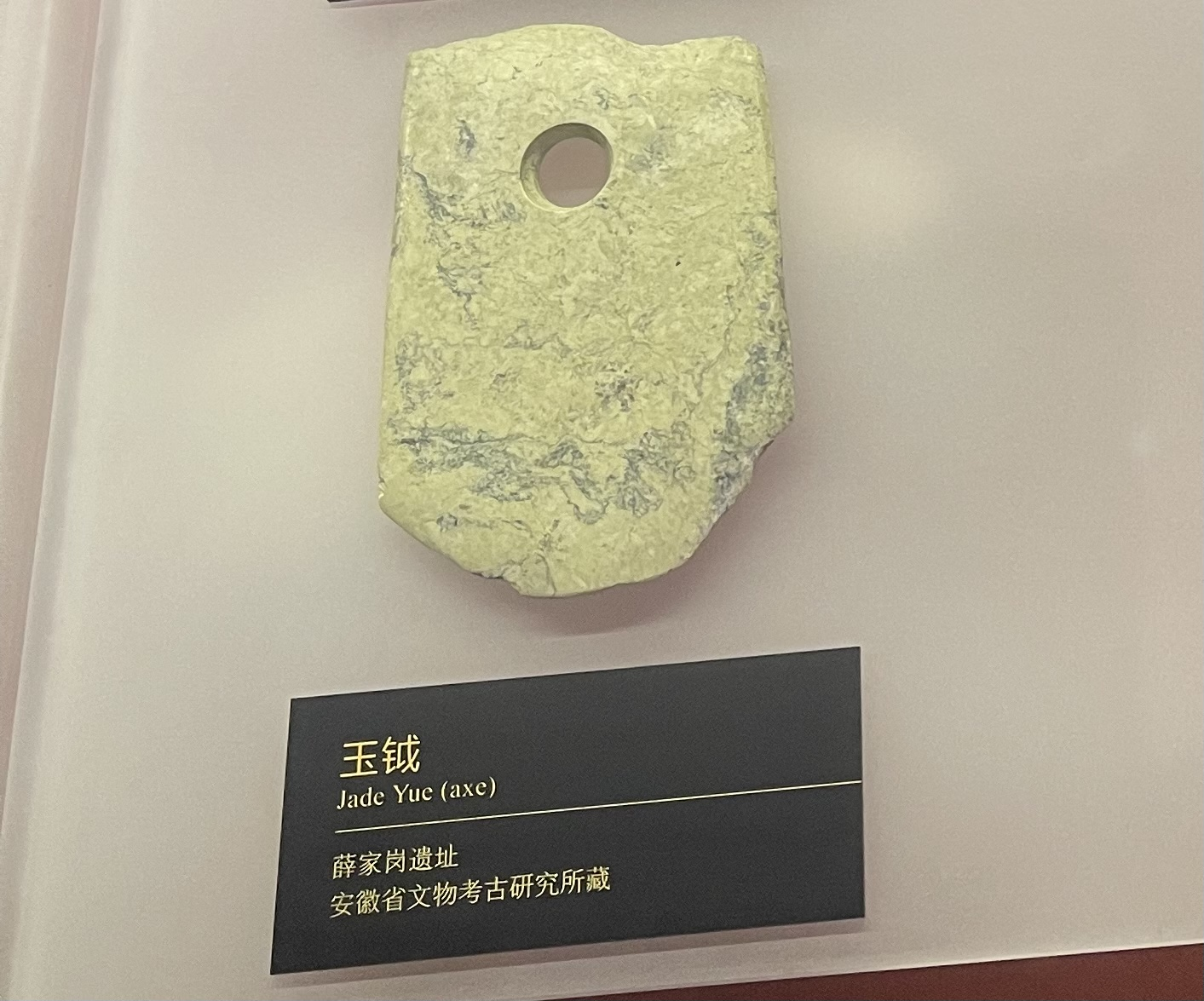
- 薛家岗遗址玉器